# Ипиранга-ду-Норти
Ипиранга-ду-Норти (порт. Ipiranga do Norte) — муниципалитет в Бразилии, входит в штат Мату-Гросу. Составная часть мезорегиона Север штата Мату-Гроссу. Входит в экономико-статистический микрорегион Алту-Телис-Пирис. Население составляет 2236 человек на 2006 год.